# Amt König
Das Amt König war ein Amt der Grafschaft Erbach und im Großherzogtum Hessen.

## Funktion
In der Frühen Neuzeit waren Ämter eine Ebene zwischen den Gemeinden und der Landesherrschaft. Die Funktionen von Verwaltung und Rechtsprechung waren hier nicht getrennt. Dem Amt stand ein Amtmann vor, der von der Landesherrschaft eingesetzt wurde. 

## Geschichte
König war ursprünglich fuldischer Besitz, gelangte jedoch im Hochmittelalter an das Kloster Lorsch und im Rahmen der Auflösung des Klosters an Kurmainz. 1355 erwarben die Schenken von Erbach die Hälfte des Dorfes König (und das Schloss Fürstenau). 1477 erwarb Erbach den Rest des Ortes und der Zent Höchst als Kurmainzer Lehen. Die Cent Höchst bestand aus König und Fürstengrund. Vermutlich gehörten ursprünglich auch Kimbach und Vielbrunn zur Cent, zum Zeitpunkt des Übergangs an Erbach waren diese aber schon der breuberger Cent Lützelbach zugeordnet. Amt und Cent waren damit gebietsgleich und blieben dies bis zur Auflösung.
Bei der Teilung der Grafschaft 1718 gelangte das Amt König in den Besitz Familienzweigs der Grafen von Erbach-Schönberg. Im Amt König galt Erbacher Recht und – subsidiär – das Gemeine Recht, wenn das Erbacher Recht für einen Sachverhalt keine Regelung bot. Dieses Partikularrecht wurde erst zum 1. Januar 1900 von dem einheitlich im ganzen Deutschen Reich geltenden Bürgerlichen Gesetzbuch abgelöst
Mit der Rheinbundakte wurde 1806 die Grafschaft Erbach Teil des Großherzogtums Hessen und hier der Provinz Starkenburg. Der Graf von Erbach-Schönberg übte jedoch weiterhin in dem von ihm zuvor regierten Gebiet Hoheitsrechte aus, das staatliche Gewaltmonopol war hier geteilt.
Ab 1821 kam es zu einer Verwaltungsreform im Großherzogtum. Mit ihr wurden nun auch auf unterer Ebene Rechtsprechung und Verwaltung getrennt. Für die bisher in den Ämtern wahrgenommenen Verwaltungsaufgaben wurden Landratsbezirke geschaffen, für die erstinstanzliche Rechtsprechung Landgerichte. Das Amt König wurde 1822 aufgelöst. Seine Verwaltungsaufgaben übernahm der Landratsbezirk Breuberg, die Rechtsprechung nahm das Landgericht Höchst wahr.

## Umfang
Zu dem Amt König gehörten die Gemeinden
- König
- Fürstengrund
- Kannengießerhecken-Hof